# Francesco Antonio Pistocchi
Francesco Antonio Mamiliano Pistocchi (kaldt Pistocchino, født 1659 i Palermo, død 13. maj 1726 i Bologna) var en italiensk musiker, grundlægger af den berømte sangerskole i Bologna. 
Kun otte år gammel udgav han sin første komposition, forsøgte sig senere uden held som operasanger og indtrådte derefter i oratorianerordenen. Som opera- og oratoriekomponist besøgte han Sydtyskland (Ansbach, Wien), men nedsatte sig omtrent 1700 i Bologna, hvor han gjorde sangkunsten til genstand for indgående studier, der ved den skole, han dannede, blev af største betydning for 18. århundredes højt udviklede sangkunst.